# 고현호
고현호(1980년 7월 8일 ~ )은 대한민국의 축구 선수이며 포지션은 미드필더이다.